# コミヤマ工業
コミヤマ工業（こみやまこうぎょう）はかつて山梨県甲府市にあった建設会社（ゼネコン）である。

## 概要

### 創業から全盛期まで
1946年4月創業、1948年4月に法人化された。当時の社名は小宮山鉄工所であったが、初代の小宮山要二から2代目の小宮山要に世代交代した際に現社名となった（昭和57年）。当初は橋梁などの土木建築工事が中心であったが、1982年にアイフルホームのFC店として住宅などの総合建築にも進出した。オイルショック以降による公共事業抑制と平成大不況による建築工事の低迷があったものの景気が上向いた2004年度決算において過去最高の年商を挙げ、早野組や長田組土木などの県内有力ゼネコンに迫る勢いであった。

### 橋梁談合事件
しかし翌2005年に発覚した橋梁談合事件において当社が関与していたとし、公正取引委員会から独占禁止法違反により排除命令を受けた。他者が受け入れる中同社は命令を拒否し係争の手に出たが、2006年7月に同意し、地方整備局および山梨県から3ヶ月から5ヶ月間の指名停止および22日間の営業停止命令を受けた。

### 民事再生断念
上記の指名・営業停止に加え罰金が課せられた上に、買収し子会社化していたエコテック工業（橋梁補修を手掛ける）とコミヤマ創建（旧・創建。住宅販売を手掛け、エス・バイ・エルのFC店であった）の経営改善も思わしくない一方で、金融機関からの融資が滞り資金繰りが悪化したため、2007年5月に民事再生法の手続きを行なった。再建期間中は得意分野の橋梁を主体とする再建計画を建てたものの、新会社「株式会社コミヤマ」へ営業権を譲渡し、現社を清算する新旧分離方式による再建案が債権者の賛同を得られず、2008年4月に破産手続きを開始。これにより会社の解散は決定的となった。
なお、破産手続きを開始する2ヶ月前にライバルであった長田組土木が民事再生の適用を受けるなど山梨県の建設業界に衝撃を与えている。

## 実績
- 大峠道路 栃平橋